# 帕里红景天
帕里红景天（学名：Rhodiola phariensis）为景天科红景天属的植物，是中国的特有植物。分布在中国大陆的西藏等地，目前尚未由人工引种栽培。